# 郑培钦
郑培钦（1974年3月1日—），女性，浙江缙云人，中华人民共和国音乐家。国家一级演员。任浙江音乐学院声歌系教授、硕士生导师。担任“情暖浙江·红十字博爱公益项目”形象大使，绿色浙江公益大使。2023年当选为浙江省政协港澳台侨和外事委员会委员。荣获2016年浙江省舞台艺术拔尖人才，2013年浙江省十大杰出青年，2013年浙江省首届音乐奖。